# Teodoro Meneses Morales
Teodoro Liborio Meneses Morales (* 1915 in Huanta, Region Ayacucho, Peru; † 1987 in Lima) war ein peruanischer Hochschullehrer und Schriftsteller, der auf Chanka-Quechua und Spanisch schrieb. Als Linguist und Literaturwissenschaftler hatte er an der Universidad Nacional Mayor de San Marcos in Lima von 1950 bis 1986 den Lehrstuhl für Quechua inne.

## Leben
Teodoro Meneses Morales wuchs in Huanta auf. Sein Vater war Hutmacher und Kleinlandwirt, sein ältester Bruder katholischer Geistlicher. Mit 15 Jahren, als er erst wenig Spanisch sprach, zog Teodoro nach Lima. Mit Unterstützung seines ältesten Bruders lernte er gut Spanisch und studierte zunächst Rechtswissenschaften an der Universidad Nacional Mayor de San Marcos (UNMSM). Dort lernte er den italienischen Philologen Ippolito Galante kennen, der das Philologische Institut und den Lehrstuhl für Quechua an der UNMSM begründet hatte. Teodoro entschied sich, bei ihm nunmehr seine Muttersprache Quechua und Quechua-Literatur zu studieren. 1938 kehrte Galante nach Italien zurück und wurde durch den Philologen Fernando Tola Mendoza ersetzt. 1940 erzielte Teodoro Meneses seine Lizenziatur in Sprache und Literatur mit einer Arbeit über das Quechua-Drama der Kolonialzeit und seine Beziehungen zum klassischen spanischen Drama. Im selben Jahr hatte er bereits die Quechua-Komödie “El pobre más rico” (Wakcha aswan qhapaq) aus dem 16. Jahrhundert in der Zeitschrift Sphinx veröffentlicht. 1946 wurde er an der UNMSM mit einer Dissertation über diese Quechua-Komödie promoviert. 1940 wurde er Quechua-Dozent, als José María Benigno Farfán Professor für Quechua war. 1950 übernahm er den Lehrstuhl und behielt ihn bis 1986. Nur ein Jahr später starb er.
1948 gründete Teodoro Meneses Morales zusammen mit Gefährten aus Huanta, die in Lima oder noch in Huanta lebten, darunter sein Neffe Porfirio Meneses Lazón, Mauro Pérez Carrasco, Artemio Huillca Galindo und Clodoaldo Soto Ruiz, eine Gruppe von Literaten und die Literaturzeitschrift Huanta, später Pregón Huanta. Unter dem Pseudonym Pumajasa Jamuta (Pumaqasa Hamuta) veröffentlichte er zwei eigene Kurzgeschichten auf Quechua, Imaynam Sankarpa aswan qarikaynin yachaykusqankumanta („Über den Wagemut Sáncars für die Ansiedlung der neuen Bevölkerung Huantas“, 1950) und Imaynanpim kay Wanta wayqu rurakusqanmanta („Wie das Tal von Huanta gebildet wurde“, 1952). 1954 kam der Sammelband Cuentos Ayacuchanos heraus, der seine beiden Kurzgeschichten und eine dritte Kurzgeschichte mit dem Titel Misipa huchan („Die Sünde der Katze“) vom Autor Chuspicha („kleine Fliege“) umfasste, wobei letzterer sich Jahre später als Mauro Pérez Carrasco herausstellte. Teodoro Meneses Morales schrieb auch Gedichte auf Quechua, die 1974 und 1984 in zwei Anthologien (zusammen mit Lyrik anderer Autoren) erschienen.
Der englische Linguist Alan Durston betrachtet Teodoro Meneses Morales als einen der wichtigsten Quechua-Autoren, da er mit seinen beiden Kurzgeschichten die literarische Prosa in die Quechua-Literatur eingeführt habe.

## Werke

### Erzählungen und Kurzgeschichten auf Quechua
- 1954 (ed.): Cuentos quechuas de Ayacucho (la serie). Publicados [...] para uso de los alumnos de quechua del Instituto. Lima, Publicaciones del Instituto de Filología de la Facultad de Letras de la Universidad Nacional Mayor de San Marcos, 1954. 12 Seiten.
  - Misipa juchan [Chuspicha = Mauro Pérez Carrasco: Misipa huchan (“El pecado del gato”)].
  - Suchuanacruy [Pumajasa Jamuta].
  - Imaynanpin cay Huanta huayjo ruracusjanmanta [Pumajasa Jamuta: Imaynanpim kay Wanta wayqu rurakusqanmanta (“De cómo se formó el valle de Huanta”). 1ª edición en el periódico Pregón Huanta, Nº 3, Lima, junio de 1952].
  - Imaynan Sancarpa ashuan jaricaynin yachaycusjancumanta [Pumajasa Jamuta: Imaynam Sankarpa aswan qarikaynin yachaykusqankumanta (“De las audacias de Sáncar para el asentamiento de la nueva población de Huanta”). 1ª edición en el periódico Huanta, 1950].
- 1986: Imaynampim kay Wanta wayqo rurakusqanmanta (3ª edición). Kuntur. Perú en la Cultura 2 (septiembre–octubre 1986), S. 30–31.

### Gedichte auf Quechua
- [Pumajasapi Harahuicuj, Pseudonym, ursprünglich 1956]: Para Usyaptin (“Cuando la lluvia deja de caer”). In: Porfirio Meneses Lazón, Teodoro Meneses Morales, Víctor Rondinel Ruiz (Hrsg.): Huanta en la cultura peruana. Antología de literatura quechua. Lima: Nueva Educación, 1974, S. 177–178.
- [Chantay Achalmi, Pseudonym]: Param chayamun as-asmanta achkachuspan (Chakra haylli) (“Escala de lluvias, cántico agrario”). In: Alejandro Romualdo (Hrsg.): Poesia peruana. Antologia general. Tomo I. Poesía aborigen y tradicional popular. Lima: Ediciones Edubanco, 1984, S. 354–357.
- [Chantay Achalmi, Pseudonym]: Muchuy pachapi (“En días de espantos. Sequía”). In: Alejandro Romualdo (ed.): Poesia peruana. Antologia general. Tomo I. Poesía aborigen y tradicional popular. Lima: Ediciones Edubanco, 1984, S. 358.

### Veröffentlichte Dramen auf Quechua (als Herausgeber)
- 1940 (Hrsg.): El pobre más rico. Sphinx 9, S. 89–100.
- 1956 (Hrsg.): Canciones quechuas de Ayacucho (2a serie). Instituto de filologia de la facultad de letras de la universidad mayor de San Marcos.
- 1960 (Hrsg.): La muerte de Atahualpa: drama Quechua de autor anónimo. Universidad Nacional de San Marcos.
- 1983 (Hrsg.): Teatro quechua colonial: Antología. Edubanco.

### Wissenschaftliche Arbeiten
- 1944: La dramática quechua colonial y sus relaciones con la dramática clásica española. Tesis para optar al grado de Bachiller en Humanidades. Lima: Facultad de Letras y Pedagogía de la Universidad Mayor de San Marcos.

### Mit anderen Autoren (als Herausgeber)
- Porfirio Meneses Lazón, Teodoro Liborio Meneses Morales, Víctor Rondinel Ruiz: Huanta en la cultura peruana: edición antológica bilingüe con una extensa selección de literatura quechua. Lima: Edit. Nueva Educación, 1974. 250 Seiten.